# Coleophora constanti
Coleophora constanti é uma espécie de mariposa do gênero Coleophora pertencente à família Coleophoridae.